# Chrysophyllum boivinianum
Chrysophyllum boivinianum is een bedektzadige plant uit de familie Sapotaceae. De soort komt voor in Madagaskar en de Comoren. De vruchten vormen een belangrijke bron van voedsel voor de vari (Varecia variegata).